# Bunuri mobile din domeniul artă plastică clasate în patrimoniul cultural național al României aflate în județul Mureș
Acestă listă conține bunurile mobile din domeniul artă plastică clasate în Patrimoniul cultural național al României aflate la momentul clasării în județul Mureș.

## Tezaur
| Foto | Informații generale                                                              | Detalii tehnice | Descriere | Deținător                                    | Legături |
| ---- | -------------------------------------------------------------------------------- | --- | --- | -------------------------------------------- | -------- |
|      | Pierrot Autor: Luchian, Ștefan                                                   | Datare: începutul secolului al XX-lea Școală: Școală românească modernă Dimensiuni: L: 500 mm; LA: 410 mm Material: ulei pe pânză | Portret de copil, bust, ușor semi-profil spre stânga, privire frontală. Are părul roșcat, ușor cârlionțat, cu breton. Trăsăturile feței bine desenate, ochii mari, luminoși, un zâmbet discret în colțul gurii. Poartă o haină albă, „a la Pierrot”, cu coleretă albă, care subliniază trăsăturile chipului, nasturi negri. Fond brun roșcat. Semnat dreapta jos, cu negru: Luchian. | Colecția de artă „Lucian Pop”, Târgu         | Cimec    |
|      | Peisaj Autor: Michăilescu, Corneliu                                              | Datare: Deceniul al treilea al secolului al XX-lea Școală: Școală românească modernă Dimensiuni: L: 460 mm: LA: 645 mm Material: Ulei diluat; pânză încleiată; carton                                                                                       | Peisaj de pădure, cu o potecă mărginită de copaci, ce pleacă larg din primul plan, și se îngustează spre fundalul tabloului, tratat cubist. Cromatica în nuanțe de ocru, verde, galben, brun, albastru, griuri. Monogramă stânga jos, cu brun. | Colecția de artă „Lucian Pop”, Târgu         | Cimec    |
|      | Pod peste Sena Autor: Schweitzer-Cumpăna, Rudolf                                 | Datare: Deceniul al treilea al secolului al XX-lea Școală: Școală românească modernă Dimensiuni: L: 395 mm; LA: 480 mm Material: ulei pe carton | Peisaj citadin cu pod peste Sena. În primul plan, podul masiv de piatră pe sub care se văd apele Senei, marchează o orizontală puternică a compoziției. În planul secund, pe înălțime, clădirile orașului se ridică pe malul opus, pe o diagonală ce pleacă din stânga mijloc, spre dreapta sus, profilându-se pe cerul căruia îi este rezervată în suprafață mică în economia tabloului. Culoarea e tratată impresionist. Cromatică luminoasă, în ocru, brun, galben, alburi colorate, cu accente de roșu și verde. Semnat dreapta jos, cu negru: Schweitzer Cumpăna. | Colecția de artă „Lucian Pop”, Târgu         | Cimec    |
|      | Înserare peste Chioggia Autor: Popescu, Ștefan                                   | Datare: Primul sfert al secolului al XX-lea Școală: Școală românească modernă Dimensiuni: L: 500 mm; LA: 640 mm Material: ulei pe pânză | Portul Chioggia este văzut dinspre mare, la asfințit. În primul plan se desfășoară marea, în planul secund ambarcațiuni cu vele care se înalță până înspre latura superioară a compoziției. În ultimul plan se zăresc clădirile din port, mai clar reprezentate în dreapta compoziției, profilându-se pe cerul căruia îi este rezervată o suprafață mare din economia tabloului (cca. ½). Cromatica în nuanțe de ocru, galben, brun, albastru, cu accente de brun-roșcat. Semnat și datat dreapta jos cu negru: Șt. Popescu (19)24. | Colecția de artă „Lucian Pop”, Târgu         | Cimec    |
|      | Nud cu idol Autor: Ionescu-Sin, Gheorghe                                         | Datare: Primul sfert al secolului al XX-lea Școală: Școală românească modernă Dimensiuni: L: 770 mm; LA: 700 mm Material: ulei pe carton | Nud de femeie, șezând într-un interior, într-un prim plan accentuat. Are capul învelit cu o eșarfă amplă, care îi cade pe umărul și brațul stâng, până pe coapsă. Își ține capul în mâna dreaptă, care e sprijinită pe genunchiul drept. În mâna stângă ține un vas sub forma unui idol. Cromatică în nuanțe de brun, ocru, albastru și brun roșcat. Semnat și datat dreapta sus, cu gri: Ionescu Sin (1)925. | Colecția de artă „Lucian Pop”, Târgu         | Cimec    |
|      | Odaliscă Autor: Ciucurencu, Alexandru                                            | Datare: Prima jumătate a secolului al XX-lea Școală: Școală românească Dimensiuni: L: 550 mm; LA: 460 mm Material: ulei pe pânză | Odaliscă șezând, într-un interior. Femeia este redată în centrul compoziției, într-o poziție relaxată, meditativă, cu privirea pierdută. Își ține capul în mâna stângă, care se sprijină de marginea divanului, iar mâna dreaptă este adusă peste brațul stâng. Picioarele, aproape întinse, sunt încrucișate. Poartă o bluză albă, fără mâneci, un ilic și șalvari. În fața ei, pe divan, un platou cu fructe și o cană. Interiorul încăperii este foarte sumar sugerat. Semnat și datat stânga sus, cu roșu, AC, (1)942. | Colecția de artă „Lucian Pop”, Târgu         | Cimec    |
|      | Nud pe fotoliu Autor: Dimitrescu, Ștefan                                         | Datare: Prima jumătate a secolului al XX-lea Școală: Școală românească modernă Dimensiuni: L: 930 mm; LA: 775 mm Material: ulei pe pânză | Nud de tânără, frontal, redat pe trei sferturi, șezând pe un scaun acoperit cu o țesătură de culoare roșie cu motive de culoare neagră, într-un interior. Tânăra ține capul unor înclinat și orientat spre dreapta, mâinile sprijinite pe scaun și picioarele unul peste altul. În spatele scaunului câteva obiecte fugar conturate, definesc interiorul. Cromatică în nuanțe de brun, ocru, roșu, cu accente de albastru și alburi colorate. Semnat și datat dreapta jos, cu negru: Șt. Dimitrescu, 1932. | Colecția de artă „Lucian Pop”, Târgu         | Cimec    |
|      | Ulcică cu flori de câmp Autor: Andreescu, Ioan                                   | Datare: A doua jumătate a secolului al XIX-lea Școală: Școală românească modernă Dimensiuni: L: 250 mm; LA: 200 mm Material: ulei pe pânză | Natură moartă cu un buchet de flori de câmp, într-o ulcică de ceramică, pe fond neutru. Cromatică: nuanțe de ocru, brun, verde, roșu-carmin, galben, alburi colorate. Semnat dreapta jos, cu roșu: I. Andreescu. | Colecția de artă „Lucian Pop”, Târgu         | Cimec    |
|      | Pe veranda Autor: Tonitza, Nicolae                                               | Datare: Prima jumătate a secolului al XX-lea Școală: Școală românească Dimensiuni: L: 595 mm; LA: 490 mm Material: ulei pe carton | Grupului format din mamă și copil, plasat central, îi este rezervată cea mai mare parte a compoziției. Tânăra femeie șede orientată spre dreapta. Are un chip delicat, cu o frunte înaltă, păr ondulat purtat cu cărare pe mijloc. Capul e acoperit cu un capișon înnodat la gât, poartă un mantou amplu, lung. Femeia ține în brațe un copil sub un an, înfășat și cu bonetă de bebeluș. În spatele lor, un gard de lați și stâlpii unui pridvor muntenesc pe laterale, le separă de un peisaj cu copaci profilați pe cer. Cromatică: alburi colorate, ocru, verde, brun roșcat. Semnat dreapta jos, cu brun: Tonitza. | Colecția de artă „Lucian Pop”, Târgu         | Cimec    |
|      | Maica Domnului cu Pruncul flancată de profeți                                    | Datare: 1539 Școală: Atelier din Moldova Dimensiuni: L: 116 cm + 2 cm (o baghetă amplasată în partea superioară, în completarea ramei); l: 89,5 cm; G: 3,5 cm Material: tempera pe lemn; glet de ipsos ștanțat și modelat, sculptură în lemn                | Piesa are proporții și aspect monumental, accentuat de fondul de aur lucrat în relief și de arcada trilobată, profilată în trepte, sprijinită pe colonete trilobate filiforme, sub care sunt așezate personajele principale, flancate, în interiorul spațiului astfel rezultat, de figurile miniaturale a doi arhangheli, redați bust, ținând în mâini discuri cu inițiala numelui Hristos, pe laterale de figurile a 12 prooroci mesiani, redate tot bust în casete dreptunghiulare, iar în colțurile superioare, în mici arcade trilobate, de figurile Arhanghelului Gavriil și a Fecioarei Maria, formând împreună scena Bunei Vestiri. Imaginea se impune prin rafinamentul decorului în relief și prin finețea execuției fizionomiilor și a vestimentației, ale cărei falduri urmează destul de corect formele anatomice. Doar susținerea Pruncului cu brațul stâng are un aer ușor nefiresc, el fiind oarecum ridicat cu palma, nu așezat pe antebraț, ca în reprezentările consacrate ale tipului Hodighitria. | Parohia Ortodoxă Urisiu de Jos, Târgu Mureș  | Cimec    |
|      | Sfântul Nicolae cu scene din viață                                               | Datare: 1539 Școală: Atelier din Moldova Dimensiuni: L: 119 cm; l: 85 cm; G: 4,3 cm Material: tempera pe lemn; glet de ipsos ștanțat și modelat, sculptură în lemn                                                                                          | Similară icoanei-perechi a Maicii Domnului, piesa emană somptuozitate și opulență, iar figura frontală a Sfântului impune prin expresivitatea trăsăturilor. Cadrul compoziției este și el asemănător, personajul principal fiind așezat sub aceeași arcadă trilobată ușor aplatizată, sprijinită pe colonete filiforme din care se detașează 12 casete dreptunghiulare în care sunt redate scene din viața Sfântului, în arcadele trilobate superioase situându-se, de data aceasta, Sfinții Vasile cel Mare și Ioan Gură de Aur. Deasupra umărului Sfântului Nicolae, în medalioane rotunde, se află figurile miniaturale ale lui Iisus și a Maicii Domnului. Monumentalitatea bustului este accentuată de disproporția mâinilor și de forma alungită a cărții pe care Sfântul o ține direct cu mâna, semn al unei oarecare laicizări a atitudinii artiștilor față de lucrurile sfinte, a căror atingere trebuia mediată de o țesătură. Imaginile miniaturale de pe laterale ilustrează, de sus în jos și de la dreapta la stânga: nașterea Sf. Nicolae, părinții îl încredințează pe copilul Nicolae unui dascăl spre învățătură, hirotonirea ca diacon, apoi ca preot, apoi ca episcop, Sf. Nicolae se arată în vis împăratului Constantin, salvarea de la decapitare a celor trei tineri din Lichia, binecuvântarea celor trei bărbați din închisoare, salvarea celor trei fete ale nobilului scăpătat, salvarea corabiei de naufragiu, vindecarea unui îndrăcit, moartea Sf. Nicolae. Fiecare scenă este însoțită de un text explicativ în limba slavonă. Pe spate, în partea superioară, se văd urme de pictură, panoul fiind, destul de probabil, recuperat de la o icoană mai veche. | Parohia Ortodoxă Urisiu de Jos, Târgu Mureș  | Cimec    |
|      | Deisis cu apostoli Autor: Popovici, Toader                                       | Datare: 1808 Școală: Atelier transilvănean Dimensiuni: L: 105 cm; l: 79 cm; G: 3,5 cm Material: tempera pe lemn; sculptură în lemn | Schema compozițională, obținută prin segmentări cu ajutorul unui brâu sculptat cu motivul funiei răsucite, este asemănătoare cu a icoanelor de la 1539, împreună cu care a ocupat registrul principal al iconostasului. Dimensiunile apropiate, compunerea panoului din 4 plăci, la fel ca în cazul icoanelor de la 1539, forma și decorul aureolei și caracteristicile fizionomice ale lui Iisus, care, în ciuda semnăturii, nu concordă cu creațiile similare ale lui Toader Popovici, iar de dedesubt transpar vizibil alte detalii ale chipului, sunt argumente că avem de-a face cu o icoană mult mai veche, doar repictată în 1808. În rest, penelul lui Toader Popovici este ușor recognoscibil în trăsăturile celor 12 apostoli redați bust în casetele dreptunghiulare, în cele ale Maicii Domnului și ale lui Ioan Botezătorul care, în calitate de intercesori, sunt redați miniatural deasupra umerilor lui Iisus, bust, șezând pe nori, și în aspectul liniar, rigid al veșmintelor. În inscripția amplasată în partea inferioară a icoanei, numele de familie ale celor doi donatori au fost intenționat răzuite, lectura lor fiind incertă. | Parohia Ortodoxă Urisiu de Jos, Târgu Mureș  | Cimec    |
|      | Deisis Autor: Popovici, Toader (atribuit)                                        | Datare: 1792 Școală: Atelier transilvănean Dimensiuni: L: 73,5 cm; l: 52 cm; G: 4 cm Material: tempera pe lemn; sculptură în lemn, grund ștanțat | Iisus este reprezentat frontal, cu părul căzând pe ambii umeri și barba despicată, semn că a fost urmat un model ruso-ucrainean, realitate atestată și de faptul că numele personajului este scris cu dublu i, grafie foarte rar folosită în epocă. De o parte și de alta sunt redați miniatural, bust, pe aglomerații de nori, Maica Domnului și Ioan Botezătorul, în calitate de intercesori. Aureola lui Iisus și fundalul sunt decorate în relief, prin ștanțarea unor motive florale și a șirului de perle pe margini. Proporțiile anatomice sunt corecte, dar tratarea vestimentației este accentuat grafică, rigidă chiar. Doar fizionomia lui Iisus a beneficiat de ceva mai multă atenție, dar ea este astăzi afectată de desprinderea plăcii care se îmbina cu restul panoului chiar pe mijlocul chipului. Compoziția este încadrată de un brâu sculptat în torsadă. Inscripția, lizibilă doar parțial din cauza stratului de murdărie care o acoperă, se află pe bagheta inferioară a ramei. Sunt vizibile desprinderi ale decorului în grund de pe fundal. Din bagheta superioară a ramei lipsește porțiunea în care a fost înfiptă agățătoarea, iar bagheta inferioară prezintă zgârieturi, lăsate probabil de o scoabă metalică pe care icoana a fost sprijinită și fixată pe iconostas. | Parohia Ortodoxă Urisiu de Jos, Târgu Mureș  | Cimec    |
|      | Maica Domnului cu Pruncul Autor: Popovici, Toader (atribuit)                     | Datare: 1793 Școală: Atelier transilvănean Dimensiuni: L: 75 cm; l: 44 cm; G: 2 cm Material: tempera pe lemn; sculptură în lemn | Icoana urmează, la fel ca și perechea sa Deisis, un model ruso-ucrainean deconspirat de capetele celor doi îngeri amplasați în colțurile superioare, indicați prin inițiale ca AG, o posibilă abreviere a cuvântul „arhanghel”. Aceeași origine o sugerează și profilatura semicirculară care înconjoară aureola Maicii Domnului. Toate aureolele sunt evidențiate printr-un șir de perle. Tipul reprezentării este Hodighitria, cu Iisus susținut pe brațul stâng, binecuvântând cu dreapta și ținând cu stânga o carte închisă. Compoziția este încadrată de un brâu sculptat în torsadă. Inscripția se află pe bagheta inferioară a ramei. | Parohia Ortodoxă Urisiu de Jos, Târgu Mureș  | Cimec    |
|      | Punerea în mormânt a lui Iisus                                                   | Datare: prima jumătate a sec. XIX Școală: Nicula Dimensiuni: L: 30 cm; l: 25,5 cm Material: tempera pe sticlă; foiță de aur; ramă de lemn, profilată, băițuită; capac de lemn din două planșe, desprinse                                                    | Compoziția excelează prin echilibru: central este poziționată crucea Răstignirii, de care sunt sprijinite două sulițe, cea din stânga având în vârf buretele; în fața ei este Maica Domnului, urmată descrescător de patru personaje dispuse câte două de o parte și de alta, dintre care doar una este o femeie. Lateralele sunt ocupate de Iosif și Nicodim, dar niciunul dintre personaje nu este indicat cu numele. Postamentul pe care este întins Iisus ocupă jumătatea inferioară a scenei. Chenarul atât de obișnuit pentru icoanele niculene încadrează partea superioară, dar lipsa brâului în torsadă indică o execuție puțin mai târzie. La fel și desenul contorsionat al fizionomiilor, deși proporțiile sunt corecte și atmosfera animată de liniile veșmintelor. Textul explicativ este scris corect. Icoana prezintă câteva exfolieri ale stratului de pictură. | Parohia Ortodoxă Urisiu de Sus, Târgu Mureș  | Cimec    |
|      | Nașterea Domnului                                                                | Datare: 1821 Școală: Nicula Dimensiuni: L: 28 cm; l: 23 cm Material: tempera pe sticlă; foiță de aur; ramă de lemn, profilată, băițuită și vopsită; capac de lemn dintr-o singură planșă                                                                    | Dintre variantele de ilustrare a scenei nașterii Mântuitorului, artistul a ales să redea doar momentul închinării magilor, grupați în partea stângă, înveșmântați în roșu, purtând coroane și vasele cu arome. Steaua a coborât până aproape de pământ, astfel că aproape se confundă cu o floare. În partea dreaptă, Maica Domnului și Iosif își întâmpină oaspeții așezați în pragul unei clădiri cu acoperiș în plan înclinat. În centrul compoziției se află Pruncul, înfășat și așezat pe un așternut pe care coloritul și liniile desenului îl indică a fi din paie. Textul explicativ este redat corect, într-un chenar. Forma buzelor și coloritul fețelor și mâinilor indică formarea pictorului pe lângă unul dintre primii artiști stabiliți la Nicula, cu lucrări datate între 1799-1801. Deși prezintă similitudini cu mai mulți iconari din cea de-a doua generație de pictori de la Nicula, autorul icoanelor de la Urisiu de Jos și Urisiu de Sus se individualizează prin trăsăturile fizionomiilor și prin preferința pentru liniile simple ale veșmintelor, nedublate de o altă culoare pentru a accentua adâncimea. Datorită acestor caracteristici grupul de icoane de la Urisiu de Jos și Urisiu de Sus este deocamdată singular. Textul cu numele donatorilor este redat pe capac, unde a fost scrijelit cu un instrument ascuțit, nu scris. Precizarea achiziției la singular este un indiciu că doar această icoană a fost cumpărată de preotul local, celelalte fiind probabil plătite din fondurile bisericii sau de alți donatori. Icoana prezintă câteva desprinderi și exfolieri ale stratului de pictură. Este afectată în special culoarea albastră.         | Parohia Ortodoxă Urisiu de Jos, Târgu Mureș  | Cimec    |
|      | Întâmpinarea Domnului (Stretenia)                                                | Datare: primele decenii ale sec. XIX Școală: Nicula Dimensiuni: L: 29 cm; l: 23,5 cm Material: tempera pe sticlă; foiță de aur; ramă de lemn, profilată, vopsită; capacul original a fost înlocuit de un altul, realizat tot dintr-o singură planșă de lemn | În lipsa textului explicativ, scena ar fi destul de dificil de identificat. Din partea stângă, Maica Domnului și Iosif se îndreaptă spre Marele Preot, care pare să fie așezat pe un scaun cu spătar, cu intenția de a-l lua pe Iisus pe genunchi. Probabil în izvod cele două mâini erau, ambele, ale preotului, dar, în interpretarea aleasă de artist pentru această icoană, una dintre ele a fost atribuită lui Iisus, ceea ce nu face decât să-i accentueze stângăcia, la fel ca și fereastra din fundal, care umple cu greu amplul spațiu în care sunt înghesuite de obicei diverse arhitecturi. Icoana prezintă câteva desprinderi și exfolieri ale stratului de pictură. Este afectată în special culoarea albastră. Textul explicativ este redat corect, într-un chenar. Forma buzelor și coloritul fețelor și mâinilor indică formarea pictorului pe lângă unul dintre primii artiști stabiliți la Nicula, cu lucrări datate între 1799-1801. Deși prezintă similitudini cu mai mulți iconari din cea de-a doua generație de pictori de la Nicula, autorul icoanelor de la Urisiu de Jos și Urisiu de Sus se individualizează prin trăsăturile fizionomiilor și prin preferința pentru liniile simple ale veșmintelor, nedublate de o altă culoare pentru a accentua adâncimea. | Parohia Ortodoxă Urisiu de Jos, Târgu Mureș  | Cimec    |
|      | Maica Domnului cu Pruncul                                                        | Datare: primele decenii ale sec. XIX Școală: Nicula Dimensiuni: L: 26,5 cm; l: 22 cm Material: tempera pe sticlă; foiță de aur; ramă de lemn, profilată, băițuită; capac de lemn, dintr-o singură planșă                                                    | Icoana o prezintă pe Maica Domnului ținând Pruncul pe brațul stâng, binecuvântându-și mama cu dreapta și ținând o carte în mâna stângă. Modul în care îi este aranjată mantia și fundița cu care este înnodat brâul indică o copie a celebrei icoane făcătoare de minuni de la Nicula, realizată însă prin intermediul unei gravuri prin care a fost promovată rivala sa din biserica iezuiților din Cluj. Fundalul icoanei este tipic pentru creația centrului Nicula din primele decenii de existență: un cadru decorat cu motivul funiei răsucite, care în acest caz reproduce brâul sculptat cu care este demarcată rama icoanei de la Cluj, și o frunză, inspirată de asemenea de decorul vegetal din fundalul icoanei originale. La Urisiu de Jos mai există, pictată de același autor, o icoană cu reprezentarea Sfintei Treimi nou-testamentare, semn că acțiunea de a înzestra biserica cu icoanele necesare pentru a umple spațiul destinat prăznicarelor pe iconostas a fost una concertată, icoanele fiind cumpărate toate odată, poate chiar ca urmare a unui pelerinaj la Nicula. Icoana prezintă exfolieri ale stratului de pictură, îndeosebi ale nuanțelor de maro. | Parohia Ortodoxă Urisiu de Jos, Târgu Mureș  | Cimec    |
|      | Maica Domnului cu Pruncul                                                        | Datare: primele decenii ale sec. XIX Școală: Nicula Dimensiuni: L: 27,5 cm; l: 22,5 cm Material: tempera pe sticlă; foiță de aur; ramă de lemn, profilată, băițuită; capac de lemn, dintr-o singură planșă                                                  | Compoziția se caracterizează printr-un echilibru urmărit cu grijă, în cele mai mici detalii: cele două personaje, Iisus în stânga și Cel vechi de zile în dreapta poartă veșminte de aceleași culori, susțin împreună globul și sunt unite prin brațele crucii care ține locul razelor de lumină răspândite de porumbelul Sfântului Duh. Chiar și numărul elementelor de decor vegetal este același de o parte și de alta a crucii. În partea superioară, obișnuitul chenar cu motivul frânghiei răsucite încadrează scena. Neobișnuită este redarea nimbului Tatălui, în care sunt introduse inițialele C[hipul] T[atălui] Ce[resc], în locul celor trei litere consacrate, OωN, folosite deopotrivă pentru a-l desemna pe Iisus și pe Dumnezeu-Tatăl. Fizionomiile sunt tratate îngrijit, cu treceri fine de culoare; doar textul explicativ șchioapătă, literele lipsă nefiind semnalate prin semnul prescutării. Icoana prezintă exfolieri ale stratului de pictură, îndeosebi pe latura dreaptă. | Parohia Ortodoxă Urisiu de Jos, Târgu Mureș  | Cimec    |
|      | Tăierea capului Sfântului Ioan Botezătorul Autor: Popa, Gheorghe din Șerbeni     | Datare: 1831 Dimensiuni: L: 26 cm; l: 21 cm Material: tempera pe sticlă; foiță de aur; ramă de lemn, profilată, vopsită; capac de lemn, dintr-o singură planșă                                                                                              | Scena se petrece într-un interior destul de fastuos, decorat cu un tablou. Un soldat îmbrăcat după moda imperială a secolului XVIII ține așează capul Sfântului pe tipsia întinsă de Irodiada, în timp ce trupul fără viață se prăbușește la picioarele ei, pe pardoseala din scânduri lungi, orizontale. O coloană cu rostul de susținere a plafonului asigură tridimensionalitatea spațiului, creând și impresia de amplitudine. Inscripția cu datarea și explicația reprezentării se află în partea inferioară. Atribuirea s-a făcut pe baza analogiei cu icoana Soborul Arhanghelilor din biserica de la Urisiu de Jos, datată 1829 și semnată „Pop Gheorghe din Șerbeni Zugrav”, și cu icoana Arhanghelului Mihail de la Muzeul din Reghin, semnată în același mod și datată în același an 1829. Identitatea acestuia cu copistul și pictorul Popa Gheorghe din Șerbeni, activ la Urisiu de Jos între 1849-1851, și cu „Moldovan Georgio candidat în Șerbeni”, semnatarul în 1834 al ușilor împărătești de la Urisiu de Sus, unde a revenit în 1856 pentru completarea picturii murale, nu ridică nici o îndoială. Execuția se caracterizează prin grija pentru volumetrie și proporțiile anatomice, dar desenul este ușor tremurat. Efectele picturale se datorează mai degrabă cunoștințelor din celelalte domenii ale picturii, decât dibăciei tehnice. Ușoare exfolieri și mici pierderi ale stratului de culoare. | Parohia Ortodoxă Urisiu de Jos, Târgu Mureș  | Cimec    |
|      | Deisis                                                                           | Datare: sfârșitul sec. XVIII Școală: Atelier transilvănean Dimensiuni: L: 74 cm; l: 55,5 cm Material: tempera pe lemn; grund ștanțat | Deși textul explicativ anunță o reprezentare a Pantocratorului, introducerea în compoziție a figurilor miniaturale ale le Maicii Domnului și a lui Ioan Botezătorul, în calitate de intercesori, ne pune în fața unei imagini a scenei Deisis. Modelul urmat este unul de tradiție ruso-ucraineană, cu Iisus reprezentat frontal, cu părul căzând pe amândoi umerii și barba despicată, și cu numele scris cu dublu I. Fondul icoanei și aureolele au fost argintate și decorate cu motive florale imprimate în grund. Rama aplicată, decorată cu un brâu în torsadă, realizată într-o manieră foarte stilizată, am întâlnit-o doar la grupul de icoane aparțin acestui artist executate pentru biserica din Urisiu de Sus (o a doua reprezentare Deisis, o imagine a Arhanghelului Mihail, una a Maicii Domnului cu Pruncul și icoana aici în discuție). Trăsăturile chipurilor indică o relație foarte apropiată a autorului cu atelierul lui Toader Popovici, realizatorul, în 1798, al picturii parietale din biserica de la Urisiu de Sus. Icoana a fost spălată, pierzând în cea mai mare parte foița de argint de pe fundal și o bună parte a stratului de culoare. | Parohia Ortodoxă Urisiu de Sus, Târgu Mureș  | Cimec    |
|      | Maica Domnului cu Pruncul, flancată de arhangheli                                | Datare: sfârșitul sec. XVIII Școală: Atelier transilvănean Dimensiuni: L: 74 cm; l: 53 cm Material: tempera pe lemn; grund ștanțat | Într-o atitudine rigidă, aproape țeapănă, cu privirea fixă, absentă, Maica Domnului își ține Pruncul pe brațul stâng. Acesta, deși privește undeva în lateral, binecuvântează înspre privitorul icoanei, iar mâna cu care ține filacterul este ridicată, nu sprijinită pe genunchi, ca de obicei. Redați bust, ținând în mâini cruci, cei doi arhangheli ocupă colțurile superioare ale compoziției. Fondul icoanei și aureolele au fost argintate și decorate cu motive florale imprimate în grund. Rama aplicată, decorată cu un brâu în torsadă, realizată într-o manieră foarte stilizată, am întâlnit-o doar la grupul de icoane aparțin acestui artist executate pentru biserica din Urisiu de Sus (două reprezentări Deisis, o imagine a Arhanghelului Mihail și icoana aici în discuție). Trăsăturile chipurilor indică o relație foarte apropiată a autorului cu atelierul lui Toader Popovici, realizatorul, în 1798, al picturii parietale din biserica de la Urisiu de Sus. Icoana a fost spălată, pierzând în cea mai mare parte foița de argint de pe fundal și o bună parte a stratului de culoare. | Parohia Ortodoxă Urisiu de Sus, Târgu Mureș  | Cimec    |
|      | Masa Raiului                                                                     | Datare: prima jumătate a sec. XIX Școală: Nicula Dimensiuni: L: 30 cm; l: 28 cm Material: tempera pe sticlă; foiță de aur; ramă de lemn, profilată, băițuită; capac de lemn dintr-o singură planșă, crăpată                                                 | În caroiajul rezultat din îmbinarea unor benzi diagonale sunt redate cinci personaje: Iisus, singurul a cărui identitate este explicită, datorită prezenței monogramului specific pe aureolă, Maica Domnului cu Pruncul – în partea superioară, Sf. Nicolae și Sf. Paraschiva în partea inferioară, identitatea acestora fiind doar intuită. Partea centrală are un decor vegetal mai sofisticat decât de obicei. Textul explicativ este scris corect. Desenul este naiv, dar fizionomiile au trăsături plăcute. Stratul de culoare prezintă pe alocuri desprinderi oarbe. Mici porțiuni din vopseaua maro s-au pierdut. | Parohia Ortodoxă Urisiu de Sus, Târgu Mureș  | Cimec    |
|      | Masa Raiului                                                                     | Datare: mijlocul sec. XIX Școală: Nicula Dimensiuni: L: 30,5 cm; l: 25,5 cm Material: tempera pe sticlă; foiță de aur; ramă de lemn, profilată, băițuită; capac de lemn dintr-o singură planșă                                                              | În caroiajul rezultat din îmbinarea unor benzi diagonale sunt redate cinci personaje a căror identitate poate fi doar intuită: Iisus și Maica Domnului cu Pruncul, în partea superioară, Sf. Paraschiva în partea inferioară, în dreapta, iar personajul masculin din stânga, un bătrân, fiind probabil Sf. Nicolae. Slovele din textul explicativ sunt redate greșit, textul fiind inteligibil doar prin deducție. Desenul, naiv, se remarcă totuși prin acuratețe. | Parohia Ortodoxă Urisiu de Sus, Târgu Mureș  | Cimec    |
|      | Iov Credinciosul Autor: Kardos Gyula                                             | Datare: 1886 Școală: Școală maghiară Dimensiuni: 170x172 cm Material: ulei pe pânză | Semnat dreapta jos: Kardos Gy. 1886. | Muzeul Județean Mureș. Secția de Artă, Târgu | Cimec    |
|      | Portret Autor: Barabás Miklós                                                    | Datare: 1886 Școală: Școală maghiară Dimensiuni: 65,5x53 Material: ulei pe pânză | femeie cu haină cu decolteu mare, drept urmare având umerii goi. coafură tip Biedermeier. este compusă în formă triunghiulară, din față. cromatică în tonuri de gri. semnat: Barabás 1838. | Muzeul Județean Mureș. Secția de Artă, Târgu | Cimec    |
|      | În adâncul pădurii Autor: Paál László                                            | Datare: 1877 Școală: Școală maghiară Dimensiuni: 73,5x54 cm Material: ulei pe pânză | peisaj de pădure de fagi. copacii sunt grupați în lateralele unei benzi de cer. în planul secund se află un culegător de vreascuri. trunchiul copacilor la bază negru, spre mijloc se grizează și spre vârf culoarea se închide din nou. semnat dreapta jos: Paál László. | Muzeul Județean Mureș. Secția de Artă, Târgu | Cimec    |
|      | Interior Autor: Réti István                                                      | Datare: 1908-1912 Școală: Școală maghiară Dimensiuni: 100,5x81 cm Material: ulei pe pânză | Nesemnat, nedatat. | Muzeul Județean Mureș. Secția de Artă, Târgu | Cimec    |
|      | Vasul fantomă Autor: Medlik Oszkár                                               | Datare: 1892 Școală: Școală maghiară Dimensiuni: 136x200 cm Material: ulei pe pânză | Semnat dreapta jos: Medlik O., Roma 1892. | Muzeul Județean Mureș. Secția de Artă, Târgu | Cimec    |
|      | La marginea satului Autor: Paál László                                           | Datare: 1877 Școală: Școală maghiară Dimensiuni: 60,5x82 cm Material: ulei pe pânză | peisaj reprezentând o imagine din satul Barbizon din Franța. grupul din partea st7ngă e format din case mai mari iar cel din dreapta drumului, care au în prim plan un pom, de dimensiuni mai mici. casele sunt colorate în gri și maro, drumul este gri, cerul care reprezintă un apus de soare este gri și spre linia orizontului devine roșu. semnat stânga jos: Paál László 1877. | Muzeul Județean Mureș. Secția de Artă, Târgu | Cimec    |
|      | Spălătorese Autor: Munkácsy Mihály                                               | Datare: 1870-1872 Școală: Școală maghiară Dimensiuni: 29x98,5 Material: ulei pe pânză | tabloul reprezintă un grup de femei la marginea unei ape, având drept fundal marginea unui sat, un grup de femei în prim plan spate, în fundal un grup de copaci și coroana prelungită a unui deal. semnat dreapta sus: Munkáczy. | Muzeul Județean Mureș. Secția de Artă, Târgu | Cimec    |
|      | Portret de femeie Autor: Vida Árpád                                              | Datare: 1914 Școală: Școală maghiară Dimensiuni: 125x112 cm Material: ulei pe pânză | Semnat dreapta jos: Vida A. | Muzeul Județean Mureș. Secția de Artă, Târgu | Cimec    |
|      | Tessi Tory Nora (Portret de femeie) Autor: Ferenczy Károly                       | Datare: 1896-1902 Școală: Școală românească Dimensiuni: 65,5x79,5 cm Material: ulei pe carton-placaj | | Muzeul Județean Mureș. Secția de Artă, Târgu | Cimec    |
|      | Legenda Sfintei Margareta Autor: Zichy István                                    | Datare: 1905-1913 Școală: Școală maghiară Dimensiuni: 100x137,6 Material: ulei pe pânză | Nesemnat, nedatat. | Muzeul Județean Mureș. Secția de Artă, Târgu | Cimec    |
|      | Salomea Autor: Éder Gyula                                                        | Datare: 1907 Școală: Școală maghiară Dimensiuni: 185,5x92 cm Material: ulei pe pânză | Semnat stânga jos: Éder Gyula. | Muzeul Județean Mureș. Secția de Artă, Târgu | Cimec    |
|      | Coborârea lui Christos în mormânt (Coborârea de pe Cruce) Autor: Ferenczy Károly | Datare: 1903 Școală: Școală maghiară Dimensiuni: 128x138 cm Material: ulei pe pânză | Semnat stânga jos: Ferenczy Károly, NB 1903. | Muzeul Județean Mureș. Secția de Artă, Târgu | Cimec    |

## Fond
| Foto | Informații generale                                                       | Detalii tehnice | Descriere | Deținător                                    | Legături |
| ---- | ------------------------------------------------------------------------- | --- | --- | -------------------------------------------- | -------- |
|      | Natură statică Autor: Baba, Corneliu                                      | Datare: 1946 Școală: Școală românească modernă Dimensiuni: 53,5 x 69,4 cm Material: ulei pe carton | Baba folosește câteva obiecte care nu fac nicidecum obiectul unei vanități, ci prin distribuția ordonată, dar destul de puțin elaborată, sunt mai degrabă componentele unui exercițiu de pictură. Acest exercițiu de pictură poartă însă o puternică vibrație emoțională a propriilor obiecte de lucru, el reușind să creeze ambianța unui „spațiu real transpus emoțional”. Semnat dreapta sus cu roșu: Baba (19)46. | Muzeul Județean Mureș. Secția de Artă, Târgu | Cimec    |
|      | Coborârea de pe cruce Autor: Jandy, David                                 | Datare: Prima jumătate a secolului al XX-lea Școală: Școala de la Baia Mare Dimensiuni: L: 510 mm; LA: 365 mm Material: pastel pe hârtie                                                                           | Compoziție piramidală, la a cărei bază sunt plasate personajele scenei biblice a Coborârii de pe cruce, unul șezând, în primul plan, celelalte în picioare, cu privirea spre cer, în atitudini de profundă trăire a momentului. În planul secund, profilată pe cerul tulbure, Crucea cu trupul Mântuitorului răstignit, marchează, central ușor spre stânga, înălțimea compoziției. Cromatica: nuanțe intense, pe alocuri pastelate, de roșu, galben, albastru, brun, verde, ocru. Semnat și datat dreapta jos, cu albastru deschis: Jandi 926. | Colecția de artă „Lucian Pop”, Târgu         | Cimec    |
|      | Interior Autor: Hollosi Simion Corbul                                     | Datare: Ultimul sfert al secolului al XIX-lea Școală: Școală muncheneză; Școala de la Baia Mare Dimensiuni: L: 405 mm; LA: 345 mm Material: ulei pe pânză                                                          | Compoziție de interior, în al cărei centru este plasată ușa deschisă, locul de trecere dintre încăperi. În planul secund, în stânga compoziției, un pat, iar pe peretele din dreapta compoziției, o pușcă agățată și jos, pe podea, o sticlă. În camera cealaltă, dincolo de ușă, un secretaire este așezat sub o fereastră prin care se zăresc elemente de vegetație. Cromatica: nuanțe de ocru, brun, alburi și griuri colorate, cu accente de verde, albastru și roșu. Semnat dreapta sus, cu brun: Hollosy S. Munchen. | Colecția de artă „Lucian Pop”, Târgu         | Cimec    |
|      | Natură statică cu pahar albastru Autor: Ziffer, Alexandru (Sandor)        | Datare: Perioada interbelică Școală: Școala de la Baia Mare Dimensiuni: L: 500 mm; LA: 430 mm Material: ulei pe pânză                                                                                              | Natură statică cu obiecte într-un interior. În centrul compoziției, un ulcior (central) și un pahar (în stânga acestuia) sunt văzute într-o ușoară perspectivă de sus în jos, pe o masă ovală. Umbrele celor două obiecte se văd în furnirul mesei (lumina dinspre fundal). În planul secund, în stânga, pe pervazul ferestrei (din care se vede doar rama inferioară și o mică porțiune de sticlă), un coș (probabil cu fructe). Laterala dreaptă e marcată de o draperie. Cromatica: ocru auriu, verde, brun, albastru, accente de roșu și alburi colorate. Semnat dreapta jos, cu negru: Ziffer. | Colecția de artă „Lucian Pop”, Târgu         | Cimec    |
|      | Cartier din Damasc Autor: Scortesco, Paul                                 | Datare: Prima jumătate a secolului al XX-lea Școală: Școală românească Dimensiuni: L: 650 mm; LA: 555 mm Material: ulei pe pânză                                                                                   | Elementele arhitectonice specific orientale se grupează compozițional în jurul unei piațete care, în primul plan, cu o perspectivă descendentă, se deschide cu personaje (în costume orientale, sumar desenate) care coboară scările ce acoperă orizontala tabloului. Clădirile cu forme rectangulare, cresc și se suprapun pe laterale și dincolo de centrul compozițional, proiectându-se pe cerul căruia îi este rezervată o suprafață mică în economia lucrării. Cromatica: nuanțe de ocru, brun, albastru, alburi și griuri colorate. Semnat dreapta jos, cu brun: Scorțesco. | Colecția de artă „Lucian Pop”, Târgu         | Cimec    |
|      | La malul mării Autor: Popea, Elena                                        | Datare: Prima jumătate a secolului al XX-lea Școală: Școală românească modernă Dimensiuni: L: 610 mm; LA: 500 mm Material: ulei pe pânză                                                                           | Compoziție cu două personaje într-un peisaj marin. În primul plan sunt redate, în colțul din stânga o fetiță cu capul întors spre ambarcațiunea care plutește pe mare. Central spre dreapta, o femeie tânără, în semi-profil spre dreapta, cu privirea în depărtare, cu mâinile împreunate ca într-o rugăciune, și coatele sprijinite pe un zid. Ambele personaje sunt redate până în dreptul taliei. Poartă rochii de culoare cenușie, cu mâneci lungi și bonetă specific bretonă. În spatele lor, un dig înalt (care joacă și rolul de diagonală compozițională din stânga jos spre mijlocul laturii din dreapta), și un peisaj marin pe care plutește o barcă, și cerul cu nori învolburați, pe aproximativ 1/3 din înălțimea lucrării. | Colecția de artă „Lucian Pop”, Târgu         | Cimec    |
|      | Peisaj la Cassis Autor: Grigorescu, Lucian                                | Datare: Deceniile trei - patru ale secolului al XX-lea Școală: Școală românească modernă Dimensiuni: L: 535 mm; LA: 810 mm Material: ulei pe pânză                                                                 | Peisaj de țărm, la Cassis. În registrul inferior, un șir de case, de-a lungul țărmului. Peste ele, în stânga se zărește țărmul înalt al golfului, în față și dreapta marea, și cerul. Culoarea e așternută în tușe păstoase, repezi. Culori „fierbinți”: ocru, galben auriu, roșu, alburi colorate, în contrast cald-rece, cu albastruri și verzuri. Semnat dreapta jos, cu brun roșcat: L. Grigorescu. Pe verso: etichetă de participare la Expoziția „Lucian Grigorescu”, Muzeul de Artă al RSR, București, 1967. | Colecția de artă „Lucian Pop”, Târgu         | Cimec    |
|      | Nud pe fotoliu Autor: Iser, Iosif                                         | Datare: Deceniul patru al secolului al XX-lea Școală: Școală românească modernă Dimensiuni: L: 470 mm; LA: 370 mm Material: Guașă cu accente de ulei pe hârtie lipită pe carton                                    | Nud de femeie, într-un interior, șezând pe un fotoliu acoperit cu o catifea brun roșcat. Femeia, de vârstă mijlocie, cu formele ușor rotunjite, este orientată spre stânga, cu postura și fața întoarse înspre privitor. Ține mâinile împreunate pe coapsa stângă, dreptul fiind mai ridicat, probabil sprijinit pe un alt element de mobilier. Cromatica se exprimă prin gama caldă a culorilor, cu preferința pentru ocruri și brunuri subtil nuanțate, „aprinse” în combinația cu albastru stins al eșarfei ținute pe șoldul stâng. Semnat dreapta jos, cu negru: Iser, datat dreapta sus, cu negru: 1938. | Colecția de artă „Lucian Pop”, Târgu         | Cimec    |
|      | Dormind Autor: Petrașcu, Gheorghe                                         | Datare: Prima jumătate a secolului al XX-lea Școală: Școală românească Dimensiuni: L: 660 mm; LA: 800 mm Material: ulei pe pânză                                                                                   | Femeie întinsă pe o canapea, odihnindu-se, semi-nud, redată până în dreptul șoldurilor. Ține brațul drept ridicat deasupra capului care e întors spre privitor. Pe cap are o basma roșie. Piesa de lenjerie intimă, îi alunecă de pe umăr, dezgolind sânul drept. Stă peste un pled dungat și cu capul pe o pernă mare. Cromatică: alburi și griuri colorate, ocru, brun și accente de brun roșcat. Semnat și datat stânga sus, cu negru: Gh. Petrașcu (1)925. | Colecția de artă „Lucian Pop”, Târgu         | Cimec    |
|      | Compoziție cu motive românești Autor: Theodorescu-Sion, Ion               | Datare: Prima jumătate a secolului al XX-lea Școală: Școală românească modernă Dimensiuni: L: 450 mm; LA: 540 mm Material: ulei pe carton                                                                          | Compoziție cu personaje în costume populare, într-un peisaj. Grupul de personaje este plasat în centrul stânga compoziției. O mamă cu un copil șede lângă trunchiul unui copac desfrunzit. În fața ei, spre primul plan, câteva piese de ceramică: două ulcioare și o strachină, așezate pe niște țesături. În spatele mamei, două femei, una cu spatele către privitor, stau de vorbă pe malul râului. Dincolo de apă, de la stânga la dreapta, culmile domoale ale unor dealuri și, în depărtare, clădiri de la marginea unui sat. Cromatica în nuanțe de brun, ocru și alburi colorate, cu accente de brun roșcat, verde, albastru. Semnat și datat stânga jos cu negru: TheoSion 1924. | Colecția de artă „Lucian Pop”, Târgu         | Cimec    |
|      | Țărănci din Vlaici Autor: Ressu, Camil                                    | Datare: Începutul secolului al XX-lea Școală: Școală românească Dimensiuni: L: 600 mm; LA: 495 mm Material: Ulei pe carton                                                                                         | Compoziție cu două țărănci în costume populare muntenești, în peisaj, plasate în centrul compoziției, pe care o ocupă aproape în întregime. Tinerele femei șed una lângă cealaltă, înspre adâncimea lucrării, urmând o diagonală compozițională, stânga jos, dreapta sus. Au capul acoperit cu marame, ii cu mâneci largi, prinse pe încheietura mâinii, ilic, fuste largi și șorț. Cea din primul plan, ține cu mâinile, în poală, un șervet, cealaltă, are mâna dreaptă pe genunchi, iar cu cea stângă, își sprijină capul. În spatele lor, un peisaj cu coline. Cromatica: alburi și griuri colorate, nuanțe de ocru, brun, verde. Semnat stânga jos, cu brun: C. Ressu. | Colecția de artă „Lucian Pop”, Târgu         | Cimec    |
|      | Cioplitorii în piatră Autor: Mohi, Alexandru                              | Datare: a doua jumătate a secolului XX Școală: Școală românească contemporană Dimensiuni: 100 x 90 cm Material: ulei pe placaj                                                                                     | Compoziția de față abordează, cu deosebită atenție, elogiul muncii cu cioplitorii în piatră. Munca fizică este accentuată prin monumentalitatea redării celor două personaje cu o linei abruptă, frântă, cu mâinile aproape supradimensionate, stăpânind calupurile de piatră pe care trebuie să le fasoneze. Semnat dreapta jos cu siena naturală Mohi. | Muzeul Județean Mureș. Secția de Artă, Târgu | Cimec    |
|      | Pictorul și modelul Autor: Gabor, Piskolti                                | Datare: 1935-1940 Școală: Școală românească contemporană Dimensiuni: 100 x 57 cm Material: ulei pe pânză | Două personaje într-un interior de atelier. În prim-plan pictorul, redat cu spatele la privitor, cu fața spre pânza de lucru, iar în plan secund modelul, șezând pe un scaun într-o notă de sfială. Pe fundal apare o bucată de pânză ca fundal al personajului feminin. Cromatică vibrantă, folosind o pastă consistentă. | Muzeul Județean Mureș. Secția de Artă, Târgu | Cimec    |
|      | Masa Raiului                                                              | Datare: mijlocul sec. XIX Școală: Nicula Dimensiuni: L: 28 cm; l: 23 cm Material: tempera pe sticlă; foiță de aur; ramă de lemn, profilată, băițuită; capac de lemn din două planșe                                | În caroiajul rezultat din îmbinarea unor benzi diagonale decorate cu motivul frânghiei răsucite sunt redate cinci personaje a căror identitate poate fi doar intuită: Iisus și Maica Domnului cu Pruncul, în partea superioară, Sf. Paraschiva în partea inferioară, în dreapta, iar personajul masculin din stânga, un bătrân, fiind probabil Sf. Nicolae. Slovele din textul explicativ sunt redate greșit, textul fiind inteligibil doar prin deducție. Icoana prezintă exfolieri și pierderi importante ale stratului de pictură. | Parohia Ortodoxă Urisiu de Sus, Târgu Mureș  | Cimec    |
|      | Masa Raiului                                                              | Datare: primele decenii ale sec. XIX Școală: Nicula Dimensiuni: L: 26,5 cm; l: 21,5 cm Material: tempera pe sticlă; foiță de aur; ramă de lemn, profilată, băițuită; capac de lemn dintr-o singură planșă          | Compoziția se remarcă prin naivitatea și chiar stângăcia desenului, datorită căruia fizionomiile sunt aproape schimonosite. Poziția personajelor este inversă față de cea consacrată, iar între ei se află o masă aparent fără nici o utilitate, deoarece artistul nu a mai fost în stare să introducă detalii de ambient. Chiar și chenarul atât de tradițional pentru icoanele de la Nicula este redus la o singură baghetă. Textul explicativ este scris corect, chiar dacă incomplet. Icoana prezintă exfolieri și pierderi importante ale stratului de pictură. | Parohia Ortodoxă Urisiu de Sus, Târgu Mureș  | Cimec    |
|      | Buna Vestire                                                              | Datare: primele decenii ale sec. XIX Școală: Nicula Dimensiuni: L: 28,5 cm; l: 23 cm Material: tempera pe sticlă; foiță de aur; ramă de lemn, profilată, băițuită și vopsită; capac de lemn dintr-o singură planșă | În veșminte colorate în alb și roșu, Fecioara și Arhanghelul Gavriil sunt redați frontal, ca și cum n-ar fi implicați în dialog și ocupând poziții inversate față de cele consacrate. Între ei se află o masă cu o carte deschisă, iar Fecioara ține mâinile împreunate pe piept, ambele detalii indicând o sursă occidentală a reprezentării. Din colțul superior drept, dintr-un nor, porumbul Duhul Sfânt își trimite razele spre Fecioară. Precizia și suplețea cu care este desenată pasărea contrastează cu trăsăturile contorsionate ale fizionomiilor și cu aspectul haotic al faldurilor veșmintelor. Textul explicativ, redat într-un chenar, este corect. Forma buzelor și coloritul fețelor și mâinilor indică formarea pictorului pe lângă unul dintre primii artiști stabiliți la Nicula, cu lucrări datate între 1799-1801. Deși prezintă similitudini cu mai mulți iconari din cea de-a doua generație de pictori de la Nicula, autorul icoanelor de la Urisiu de Jos și Urisiu de Sus se individualizează prin trăsăturile fizionomiilor și prin preferința pentru liniile simple ale veșmintelor, nedublate de o altă culoare pentru a accentua adâncimea. Datorită acestor caracteristici grupul de icoane de la Urisiu de Jos și Urisiu de Sus este deocamdată singular. Datarea propusă poate fi restrânsă la anul 1821, menționat pe capacul piesei cu tema Nașterea Domnului. Icoana prezintă numeroase desprinderi ale stratului de pictură. Sunt afectate în special culoarea albastră a fondului și cea albă, a veșmintelor. Colțul inferior drept este spart. | Parohia Ortodoxă Urisiu de Jos, Târgu Mureș  | Cimec    |
|      | Sfinții împărați Constantin și Elena                                      | Datare: primele decenii ale sec. XIX Școală: Nicula Dimensiuni: L: 31 cm; l: 26 cm Material: tempera pe sticlă; ramă de lemn, profilată, băițuită; capac de lemn din două planșe, desprinse                        | Compoziția are o structură armonioasă: cele două personaje, înveșmântate la fel, ambele purtând sceptre, susțin crucea mare a răstignirii, aurită, cu raze roșii de lumină pornind de la întretăierea brațelor sale. Compoziția este încadrată de brâul în torsadă specific icoanelor niculene din primele decenii de activitate a centrului, iar fundalul albastru este presărat cu elemente vegetale care au avut inițial culoarea roz, dar astăzi sunt aproape toate șterse. În ciuda naivității desenului, personajele sunt bine individualizate, chipurile emanând expresivitate. Textul inscripției este scris corect, chiar dacă se remarcă prin familiaritatea formulării. Icoana prezintă exfolieri și pierderi ale stratului de pictură, îndeosebi în zona centrală. | Parohia Ortodoxă Urisiu de Sus, Târgu Mureș  | Cimec    |
|      | Sfânta Treime nou-testamentară                                            | Datare: primele decenii ale sec. XIX Școală: Nicula Dimensiuni: L: 28 cm; l: 23 cm Material: tempera pe sticlă; ramă de lemn, profilată, băițuită; capac de lemn, dintr-o singură planșă                           | Grija pentru echilibru este încă recognoscibilă în poziția celor două personaje, al căror loc este inversat față de poziția obișnuită: „Cel vechi de zile” ocupă partea stângă, iar Iisus partea dreaptă a icoanei. Separați de nori, ei poartă veșminte roșii și susțin ceva ce nu mai poate fi identificat: o structură complexă formată din triunghiuri, posibil gloria în care a fost învăluit Sfântul Duh, a cărui prezență este indicată de forma triunghiulară aurită din partea superioară, o posibilă reprezentare a Ochiului lui Dumnezeu. Chenarul tipic pentru icoanele niculene din primele decenii de activitate a centrului, cu motivul funiei răsucite, încadrează compoziția. Desenul este aproape fără noimă, cu excepția fizionomiilor care, în ciuda tratării naive, sunt foarte bine individualizate. Obiectul ținut în mâna stângă de Iisus nu poate fi identificat, dar se poate să fie o reminiscență a sceptrului purtat de obicei de Dumnezeu-Tatăl. Textul explicativ, dacă a existat, s-a pierdut prin desprinderea celei mai mari părți a culorii de fond. Icoana prezintă pierderi masive ale stratului de pictură, îndeosebi în jumătatea superioară. Foița de aur de pe aureole s-a șters aproape cu totul. | Parohia Ortodoxă Urisiu de Sus, Târgu Mureș  | Cimec    |
|      | Venețiană (Putana) Autor: Tonitza, Nicolae                                | Datare: 1925-1926 Dimensiuni: 32,5 x 28,5 cm Material: ulei pe carton | portret de femeie venețiană. semnat stânga jos cu negru: Tonitza. | Colecții particulare, București              | Cimec    |
|      | Venus dormind Autor: Liezen-Mayer Sándor                                  | Datare: 1882-1885 Dimensiuni: 113 x 148,3 cm Material: Ulei pe pânză | Nud de femeie întins pe o sofa, în interior, înconjurată de o draperie bogat drapată. | Muzeul Județean Mureș. Secția de Artă, Târgu | Cimec    |
|      | Pallida Mors Autor: Kacziany Ödön                                         | Datare: c. 1890 Școală: Atelier din Ungaria Dimensiuni: 81 x 57 cm Material: Ulei pe pânză | Metafora morții. Semnat centru jos: "Kacziany". | Muzeul Județean Mureș. Secția de Artă, Târgu | Cimec    |
|      | Alhambra Autor: Wagner Sándor                                             | Datare: c. 1900 Școală: Atelier maghiar Dimensiuni: 356 x 240 cm Material: Ulei pe pânză | Fragment din arhitectura cetății Alhambra, cu personaje incluse într-una din curțile interioare. Semnat stânga jos: "Wagner", nedatat. | Muzeul Județean Mureș. Secția de Artă, Târgu | Cimec    |
|      | Curte șvăbească Autor: Bruck, Miksa                                       | Datare: 1898 Școală: Atelier maghiar Dimensiuni: 73,5 x 104 cm Material: Ulei pe pânză | Curte șvăbească cu animale și personaje. Semnătură stânga jos: "Bruck Miksa 1898". | Muzeul Județean Mureș. Secția de Artă, Târgu | Cimec    |
|      | Bătrână cu bonetă Autor: Veress Zoltán                                    | Datare: 1892 Școală: Școală maghiară Dimensiuni: 25x18 cm Material: ulei pe lemn | Nesemnat, nedatat. | Muzeul Județean Mureș. Secția de Artă, Târgu | Cimec    |
|      | Țărancă bătrână Autor: Veress Zoltán                                      | Datare: 1892 Școală: Școală maghiară Dimensiuni: 25x18 cm Material: ulei pe lemn | Semnat dreapta jos: 1892 Veress Zoltán . | Muzeul Județean Mureș. Secția de Artă, Târgu | Cimec    |
|      | Bătrân cu ochelari Autor: Veress Zoltán                                   | Datare: 1892 Școală: Școală maghiară Dimensiuni: 25x18 cm Material: ulei pe lemn | Semnat stânga sus: Veress Zoltán 1892. | Muzeul Județean Mureș. Secția de Artă, Târgu | Cimec    |
|      | Fată nobilă Autor: Veress Zoltán                                          | Datare: 1892 Școală: Școală maghiară Dimensiuni: 25x18 cm Material: ulei pe lemn | Nesemnat, nedatat. | Muzeul Județean Mureș. Secția de Artă, Târgu | Cimec    |
|      | Țărancă Autor: Veress Zoltán                                              | Datare: 1892 Școală: Școală maghiară Dimensiuni: 25x18 cm Material: ulei pe lemn | Semnat dreapta sus: 1892 Veress Zoltán. | Muzeul Județean Mureș. Secția de Artă, Târgu | Cimec    |
|      | Cap de bărbat Autor: Veress Zoltán                                        | Datare: 1892 Școală: Școală maghiară Dimensiuni: 25x18 cm Material: ulei pe lemn | Semnat dreapta jos: Veress Zoltán 1892. | Muzeul Județean Mureș. Secția de Artă, Târgu | Cimec    |
|      | György Bernády Autor: Bordi András                                        | Datare: 1934 Școală: Școală românească Dimensiuni: 104x90 Material: ulei pe pânză | Semnat stânga sus: Bordi, 1934. | Muzeul Județean Mureș. Secția de Artă, Târgu | Cimec    |
|      | Natură moartă Autor: Koszkol Jenö                                         | Datare: 1910 - 1912 Școală: Școală maghiară Dimensiuni: 99x139,5 cm Material: acuarelă pe hârtie | Semnat stânga jos: Koszkol Jenö. Nedatat. | Muzeul Județean Mureș. Secția de Artă, Târgu | Cimec    |
|      | Spălătorese certându-se Autor: Fényes Adolf                               | Datare: 1896 Școală: Școală maghiară Dimensiuni: 224x171 cm Material: ulei pe pânză | Semnat stânga jos: Fényes Adolf, 1896. | Muzeul Județean Mureș. Secția de Artă, Târgu | Cimec    |
|      | După târg (La încercat de basmale) Autor: Kaliova Katalin                 | Datare: 1907-1912 Dimensiuni: 179x127 cm Material: ulei pe pânză | Semnat stânga jos: S. Kaliova Katalin. Nedatat. | Muzeul Județean Mureș. Secția de Artă, Târgu | Cimec    |
|      | Coșmar Autor: Jendrassik Jenö                                             | Datare: 1898 Școală: Școală maghiară Dimensiuni: 101,5x63 cm Material: ulei pe pânză | Semnat dreapta jos: Jendrassik 1898. | Muzeul Județean Mureș. Secția de Artă, Târgu | Cimec    |
|      | Muză cu liră Autor: Lotz Károly                                           | Datare: 1873-1874 Școală: Școală maghiară Dimensiuni: 110,5x86,4 cm Material: ulei pe pânză | cadru octogonal provenit dintr-un dreptunghi cu laturi tăiate. muză seminud, așezată sprijinită pe mâna dreaptă. în mâna stângă ține o liră/ spre lira ținută de muză își întinde mâna un amoraș. tabloul a fost conceput probabil ca studiu pentru o decorație interioară. predomină rozurile carnației și griurile argintii ale drapajului și fundalului. semnat dreapta mijloc: Lotz K. | Muzeul Județean Mureș. Secția de Artă, Târgu | Cimec    |
|      | Cornelia (Portretul unei doamne tinere) Autor: Lotz Károly                | Datare: 1894-1899 Școală: Școală maghiară Dimensiuni: 203x77,5 cm Material: ulei pe pânză | Semnat dreapta jos: Lotz K. Nedatat. | Muzeul Județean Mureș. Secția de Artă, Târgu | Cimec    |
|      | Adorarea lui Cristos Autor: Flesch-Brunningen; Csuyz, Ludmilla von        | Școală: Școală maghiară Dimensiuni: 167x191 cm, panou stânga și dreapta 167x65,3 cm Material: ulei pe pânză | Semnat dreapta jos: Flesch-Brunningen. Nedatat. | Muzeul Județean Mureș. Secția de Artă, Târgu | Cimec    |
|      | Râul Autor: Fényes Adolf                                                  | Datare: 1904-1910 Școală: Școală maghiară Dimensiuni: 72,4x100 cm Material: ulei pe carton | Nesemnat, nedatat. | Muzeul Județean Mureș. Secția de Artă, Târgu | Cimec    |
|      | Amurg de toamnă pe Balaton Autor: Mészöly Géza                            | Datare: 1883-1885 Școală: Școală maghiară Dimensiuni: 30,5x45,3 cm Material: ulei pe placaj | Linia orizontului împarte în două părți egale peisajul în care apare la mijloc deplasată puțin la dreapta figura unei fetițe cu o haină lungă și îmbrobodită cu năframă. Soarele rece și palid apune lăsând reflexe reci pe luciul apei. Colorat în albastru închis în prim-plan, plaja de nisip în griuri albe. Semnat stânga jos: Mészöly. Nedatat. | Muzeul Județean Mureș. Secția de Artă, Târgu | Cimec    |
|      | Femeie ghemuită (Femeie cu voal roșu) Autor: Paczka Ferenc                | Datare: 1905-1912 Școală: Școală maghiară Dimensiuni: 112,5x94,5 cm Material: ulei pe pânză | Semnat dreapta jos: Paczka F. Nedatat. | Muzeul Județean Mureș. Secția de Artă, Târgu | Cimec    |
|      | Secui bătrân Autor: Gyárfás Jenö                                          | Datare: 1899 Școală: Școală maghiară Dimensiuni: 78,2x60 cm Material: ulei pe pânză | Semnat stânga jos: Gyárfás 1899. | Muzeul Județean Mureș. Secția de Artă, Târgu | Cimec    |
|      | Capul lui Hristos Autor: Hegedüs László                                   | Datare: 1905 Școală: Școală maghiară Dimensiuni: 43x35 cm Material: ulei pe pânză | Semnat stânga jos: Hegedüs László, Roma 1905. | Muzeul Județean Mureș. Secția de Artă, Târgu | Cimec    |
|      | Torent Autor: Brodszky Sándor                                             | Datare: 1846-1856 Școală: Școală maghiară Dimensiuni: 43,8x64,5 cm Material: ulei pe pânză | Nesemnat, nedatat. | Muzeul Județean Mureș. Secția de Artă, Târgu | Cimec    |
|      | Spălătorese Autor: Béli-Vörös Ernö                                        | Datare: 1904-1913 Școală: Școală maghiară Dimensiuni: 91x118,5 cm Material: ulei pe pânză | Semnat dreapta jos: Béli-Vörös. Nedatat. | Muzeul Județean Mureș. Secția de Artă, Târgu | Cimec    |
|      | Profesorul Antalffy Autor: Demeter, Robert                                | Datare: 1920 Școală: Școală maghiară Dimensiuni: 78x65 cm Material: ulei pe pânză | Semnat dreapta sus: DEMETER R. 1920. | Muzeul Județean Mureș. Secția de Artă, Târgu | Cimec    |
|      | După ploaie Autor: Szlányi Lajos                                          | Datare: 1899 Școală: Școală maghiară Dimensiuni: 90x115 cm Material: ulei pe pânză | Semnat dreapta jos: Szlányi L. 1899. | Muzeul Județean Mureș. Secția de Artă, Târgu | Cimec    |
|      | Portret de bărbat Autor: Kernstock Károly                                 | Datare: 1900 Școală: Școală maghiară Dimensiuni: 125x106,5 Material: ulei pe pânză | Semnat dreapta jos: Kernstock Károly 1900. | Muzeul Județean Mureș. Secția de Artă, Târgu | Cimec    |
|      | Adam și Eva Autor: Vaszary János                                          | Datare: 1907 Școală: Școală maghiară Dimensiuni: 214,3x195 cm Material: ulei pe pânză | Semnat dreapta jos: Vaszary 1907. | Muzeul Județean Mureș. Secția de Artă, Târgu | Cimec    |
|      | Târg după ploaie Autor: Deák Ébner Lajos                                  | Datare: 1880-1883 Școală: Școală maghiară Dimensiuni: 33,3x49 cm Material: ulei pe pânză | Semnat dreapta jos: Deák Ébner. | Muzeul Județean Mureș. Secția de Artă, Târgu | Cimec    |
|      | Culesul cartofilor Autor: Pataky László                                   | Datare: 1894 Școală: Școală maghiară Dimensiuni: 170x264 cm Material: ulei pe pânză | Semnat dreapta jos: Pataky L. 1894. | Muzeul Județean Mureș. Secția de Artă, Târgu | Cimec    |
|      | Rugăciune (Tatăl Nostru) Autor: Poll Hugó                                 | Datare: 1898 Școală: Școală maghiară Dimensiuni: 160,5x201,5 Material: ulei pe pânză | Semnat dreapta jos: Poll Hugó 1898. | Muzeul Județean Mureș. Secția de Artă, Târgu | Cimec    |
|      | Berbeci la stână Autor: Pállik Béla                                       | Datare: Cca.1870 Școală: Școală maghiară Dimensiuni: 190x298 cm Material: ulei pe pânză | Nesemnat, nedatat. | Muzeul Județean Mureș. Secția de Artă, Târgu | Cimec    |
|      | Vinerea mare Autor: Zemplényi Tivadar                                     | Datare: 1908-1912 Școală: Școală maghiară Dimensiuni: 148,7x185,3 Material: ulei pe pânză | Semnat dreapta jos: Zemplényi Tivadar. | Muzeul Județean Mureș. Secția de Artă, Târgu | Cimec    |
|      | Cap de bărbat Autor: Dósa Géza                                            | Datare: Cca. 1870 Școală: Școală maghiară Dimensiuni: 45x37 cm Material: ulei pe pânză | Semnat stânga jos: Dosa. | Muzeul Județean Mureș. Secția de Artă, Târgu | Cimec    |
|      | Asaltul lui Hunyadi (Lupta lui Hunyadi cu turcii) Autor: Eisentiut Ferenc | Datare: 1896-1900 Școală: Școală maghiară Dimensiuni: 142,5x182,5 Material: ulei pe pânză | Nesemnat, nedatat. | Muzeul Județean Mureș. Secția de Artă, Târgu | Cimec    |
|      | Pictorul Szinyeu Autor: Ferenczy Károly                                   | Datare: 1910 Școală: Școală maghiară Dimensiuni: 81x61 cm Material: ulei pe pânză | Semnat dreapta jos: Ferenczy 1910 XII. | Muzeul Județean Mureș. Secția de Artă, Târgu | Cimec    |